# Igman Olympic Jumps
Die Igman Olympic Jumps, in der Landessprache auch Malo Polje genannt, ist eine Schanzenanlage am Berg Igman in der Gemeinde Hadžići nahe der bosnischen Hauptstadt Sarajevo.

## Geschichte
Für die XIV. Olympischen Winterspiele wurden 1984 die Schanzen am Berg Igman errichtet. Durch den Bosnienkrieg wurde die Anlage schwer in Mitleidenschaft gezogen und wird seitdem auch nicht mehr genutzt. Am 10. März 2010 wurden auf einer Pressekonferenz der für die Erhaltung der Olympischen Sportstätten zuständigen Organisation "ZOI'84 Sarajevo" die Entwürfe zum Wiederaufbau der Schanzen am Igman vorgestellt. Die Rekonstruktion als K120 und K90 samt Tribünen für bis zu 50.000 Zuschauer und einem Panorama-Restaurant am Kopf des Anlaufturms würde ca. 7 bis 10 Mio. Euro kosten. Dieses Projekt wurde allerdings zum aktuellen Stand (2018) nicht umgesetzt.

## Großschanze
Über die technischen Daten der Schanze ist nicht viel mehr bekannt als der K-Punkt von 112 m. Sie ist nicht mit Matten belegt.
Den Olympiasieg sicherte sich am 18. Februar 1984 der Finne Matti Nykänen.
Schanzenrekord
- 116,0 m –  Matti Nykänen, 18. Februar 1984

## Normalschanze
Die Normalschanze hat einen K-Punkt von 90 Metern, der Olympiasieger am 12. Februar 1984 war der damals noch für die DDR startende Jens Weißflog. Sie ist mit Matten belegt.
Schanzenrekord
- 95,0 m –  Primož Ulaga, 12. Februar 1983